# Vilém Lugr
Vilém Lugr (28. června 1911 - 1981) byl československý fotbalista, obránce. Po skončení aktivní kariéry působil jako trenér.

## Fotbalová kariéra
V československé lize hrál za SK Prostějov a SK Slezská Ostrava. Působil také v SK Olomouc ASO a SK Židenice.

## Ligová bilance
| Ročník               | Zápasy | Góly | Klub               |
| -------------------- | ------ | ---- | ------------------ |
| Státní liga 1934/35  | 15     | 0    | SK Prostějov       |
| Státní liga 1935/36  | 17     | 0    | SK Prostějov       |
| Státní liga 1936/37  | 20     | 0    | SK Prostějov       |
| Státní liga 1937/38  | 18     | 0    | SK Slezská Ostrava |
| Státní liga 1938/39  | 10     | 0    | SK Slezská Ostrava |
| Národní liga 1939/40 | 17     | 0    | SK Prostějov       |
| Národní liga 1940/41 | 3      | 0    | SK Prostějov       |
| CELKEM               | 100    | 0    |                    |

## Trenérská kariéra
Trénoval SK Slezská Ostrava, Křídla vlasti Olomouc, v Polsku Lech Poznań, Śląsk Wrocław a Górnik Zabrze a ve Švédsku Jönköpings Södra IF, IFK Norrköping (asistent) a Nyköpings BIS.